# Ерофеев, Борис Васильевич (подполковник)
Борис Васильевич Ерофеев (1896—1920) — участник Белого движения на Юге России, подполковник.

## Биография
Донской казак.
В 1913 году поступил в Елисаветградское кавалерийское училище, по окончании которого 1 октября 1914 года был выпущен хорунжим в комплект полков Донского казачьего войска. В Первую мировую войну вступил в составе 32-го Донского казачьего полка. За боевые отличия был награжден несколькими орденами, в том числе орденом Св. Анны 4-й степени с надписью «за храбрость». 7 апреля 1916 года произведен в сотники, а 22 мая того же года переведен в 12-й гусарский Ахтырский полк с переименованием в поручики. Произведен в штабс-ротмистры 4 сентября 1917 года.
С началом Гражданской войны вступил в отряд полковника Чернецова на Дону. Участвовал в 1-м Кубанском походе Добровольческой армии в 1-м конном полку. С мая 1918 года — в Донской армии, 14 мая того же года был переименован из ротмистров в есаулы. В Вооруженных силах Юга России — командир эскадрона Ахтырского полка, летом 1920 года — в эскадроне Ахтырского полка в 3-м кавалерийском полку Русской армии. Был произведен в подполковники и награждён орденом Св. Николая Чудотворца. Убит 3 сентября 1920 года на Днепре у села Марьевка Херсонской губернии.
Был поэтом, известны его стихи о генерале Каледине.

## Награды
- Орден Святой Анны 4-й ст. с надписью «за храбрость» (ВП 5.07.1915)
- Орден Святого Станислава 3-й ст. с мечами и бантом (ВП 11.12.1915)
- Орден Святой Анны 2-й ст. с мечами (ВП 13.05.1916)
- Орден Святого Станислава 2-й ст. с мечами (ВП 22.01.1917)
- Орден Святителя Николая Чудотворца (Приказ Главнокомандующего № 249, 31 октября 1921)